# Élections municipales de 2001 à Clermont-Ferrand
Pour un article plus général, voir Élections municipales françaises de 2008.
Une élection municipale a eu lieu les 11 mars 2001 et 18 mars 2001 à Clermont-Ferrand.

## Mode de scrutin
Le mode de scrutin à Clermont-Ferrand est celui des villes de plus de 1 000 habitants : la liste arrivée en tête obtient la moitié des 55 sièges du conseil municipal. Le reste est réparti à la proportionnelle entre toutes les listes ayant obtenu au moins 5 % des suffrages exprimés. Un deuxième tour est organisé si aucune liste n'atteint la majorité absolue et au moins 25 % des inscrits au premier tour. Seules les listes ayant obtenu aux moins 10 % des suffrages exprimés peuvent s'y présenter. Les listes ayant obtenu au moins 5 % des suffrages exprimés peuvent fusionner avec une liste présente au second tour.

### Contexte électoral
En 1997, le maire Roger Quillot, ancien ministre du Logement et de l'Urbanisme, a laissé sa place à Serge Godard. Roger Quillot a été élu au premier tour aux trois scrutins municipaux auxquels il s'est présenté mais Serge Godard peine à s'imposer en leader.

## Candidats

### Daniel Séguy - Liste Lutte ouvrière
Daniel Séguy est désigné candidat pour Lutte ouvrière - Faire entendre le camp des travailleurs.

### Alain Laffont - Ligue communiste révolutionnaire
Alain Laffont, conseiller municipal sortant est à nouveau candidat pour la LCR.
Au second tour, il fusionne sa liste avec celle de Serge Godard.

### Serge Godard- Liste d'union de la gauche
Serge Godard (PS) sénateur et maire de Clermont-Ferrand depuis 1997 est candidat à sa succession. C'est ainsi la première fois qu'il se présente maire de Clermont-Ferrand sur son propre nom. Il mène une liste soutenue à la fois par le PS, le PCF, Les Verts, le MDC ainsi que le PRG.
Au second tour, Serge Godard fusionne avec la liste LCR d'Alain Laffont et accepte deux des colistiers de ce dernier en position éligible.

### Michel Fanget- Liste divers droite
Michel Fanget, conseiller municipal depuis 1989, est à nouveau candidat à la mairie de Clermont-Ferrand. Il a échoué à obtenir l'investiture du parti dont il est membre : l'UDF et est ainsi candidat dissident. Il mène une liste Divers Droite.

### Claudine Lafaye - Liste divers droite
Claudine Lafaye, conseillère générale UDF, se présente elle aussi en dissidence de son parti. Elle mène une liste UDF dissidente et divers droite.

### Paule Oudot - Liste d'union de la droite
Paule Oudot, proviseur de lycée âgée de 51 ans, mène la liste d'union de la droite. Elle-même encartée à l'UDF, sa liste est soutenue également par le RPR et par DL avec des membres de ces partis présents.
En numéro 2 de sa liste, on trouve le RPR Brice Hortefeux.

### Abel Poitrineau - Liste Mouvement national républicain
Abel Poitrineau est le candidat du MNR.

## Sondage
| Source | Date de réalisation | Panel | PS-PCF-LV-MDC-PRG | diss.UDF-DVD | diss.UDF-DVD | UDF-RPR-DL | Autres |
| Source | Date de réalisation | Panel | Godard            | Fanget       | Lafaye       | Oudot      | Autres |
| ------ | ------------------- | ----- | ----------------- | ------------ | ------------ | ---------- | ------ |
| Source | Date de réalisation | Panel |                   |              |              |            | Autres |
| CSA    | 24 février 2001     | 601   | 50                | 16           | 4            | 18         | 12     |

| Source | Date de réalisation | Panel | PS-PCF-LV-MDC-PRG | diss.UDF-DVD | UDF-RPR-DL |
| Source | Date de réalisation | Panel | Godard            | Fanget       | Oudot      |
| ------ | ------------------- | ----- | ----------------- | ------------ | ---------- |
| Source | Date de réalisation | Panel |                   |              |            |
| CSA    | 24 février 2001     | 601   | 62                | —            | 38         |
| CSA    | 24 février 2001     | 601   | 63                | 37           | —          |

N.B. :
- en gras sur fond coloré : le candidat arrivé en tête du sondage ;
- en gras sur fond blanc le candidat arrivé en deuxième position du sondage.

## Résultats

### Premier tour
|                 | Liste                                        | Nombre de voix | Résultats, |                             |
| Serge Godard    | PS-PCF-LV-MDC-PRG                            | 15 599         | 43,46 %    | Ball.                       |
| Paule Oudot     | UDF-RPR-DL                                   | 5 907          | 16,46 %    | Ball.                       |
| Michel Fanget   | diss.UDF-DVD                                 | 5 208          | 14,51 %    | Ball.                       |
| Alain Laffont   | Cent pour cent à gauche (LCR)                | 3 077          | 8,57 %     | Fusion avec la liste Godard |
| Claudine Lafaye | diss.UDF-DVD                                 | 2 148          | 5,99 %     |                             |
| Abel Poitrineau | MNR                                          | 2 101          | 5,85 %     |                             |
| Daniel Séguy    | Faire entendre le camp des travailleurs (LO) | 1 852          | 5,16 %     |                             |

### Second tour
|               | Liste                        | Nombre de voix | Résultats |  |
| Serge Godard  | (fus. PS-PCF-LV-MDC-PRG-LCR) | 19 276         | 57,57 %   |  |
| Michel Fanget | diss.UDF-DVD                 | 7 247          | 21,65 %   |  |
| Paule Oudot   | UDF-RPR-DL                   | 6 958          | 20,78 %   |  |

## Suite et conséquences
Malgré la fusion avec la liste d'Alain Laffont, les élus LCR siègent indépendamment du groupe de la majorité et présentent même un candidat à l'élection du maire contre Serge Godard.